# Kirchenkreis Halle-Saalkreis
Der Evangelische Kirchenkreis Halle-Saalkreis ist einer von 37 Kirchenkreisen der Evangelischen Kirche in Mitteldeutschland. Der Kirchenkreis gehörte bis zu dessen Auflösung zum Propstsprengel Halle-Wittenberg; seit 2022 gehört er zum Bischofssprengel Magdeburg. Sitz der Superintendentur ist Halle (Saale).
Die rund 26.000 Gläubigen des Kirchenkreises gehören 114 Kirchgemeinden an.

## Geographie
Der Kirchenkreis Halle-Saalkreis umfasst die evangelischen Gemeinden der kreisfreien Stadt Halle (Saale) im südlichen Sachsen-Anhalt sowie jene des Landkreises Saalkreis, der im Zuge der Kreisreform 2007 gemeinsam mit dem Landkreis Merseburg-Querfurt im neuen Landkreis Saalekreis aufging.

## Verwaltung
Die Kirchengemeinden des Kirchenkreises Halle-Saalkreis sind entsprechend ihrer geografischen Lage in fünf administrative Glieder zusammengefasst. Die Bereiche Nord-Ost und Süd-West vereinen die Gemeinden, die sich im ehemaligen Saalkreis befinden, dazu jene der westlichen und südlichen Stadtteile Halles. Die übrigen Gemeinden der Stadt sind in den drei Gemeindekooperationen Mitte-Nord, Mitte-West und Mitte-Süd organisiert.
Zu dem Kirchenkreis gehören 159 Kirchen und Kapellen, darunter bedeutende Bauwerke wie die für das Stadtbild markante Marktkirche und die Pauluskirche von Halle. Auf dem Gebiet des Kirchenkreises befinden sich historisch und architektonisch wertvolle Gebäude wie der hallische Dom, die Stiftskirche Petersberg (mit Grablege der Wettiner) und die Kapelle St. Crucis in Landsberg, die allerdings allesamt nicht dem Kirchenkreis zugehören.

## Geschichte
Der Kirchenkreis Halle-Saalkreis entstand im Jahr 2000 durch den Zusammenschluss der städtischen Gemeinden von Halle und der umliegenden Landgemeinden als Teil der Evangelischen Kirche der Kirchenprovinz Sachsen. Diese Landeskirche vereinte sich 2009 mit der Evangelisch-lutherischen Kirche in Thüringen zur Evangelischen Kirche in Mitteldeutschland. Das Gebiet des Kirchenkreises Halle-Saalkreis blieb dabei erhalten.
Der Kirchenkreis arbeitet eng mit verschiedenen religiösen Einrichtungen zusammen, die sich in Halle befinden. Dazu zählen die Theologische Fakultät der Martin-Luther-Universität, die Franckeschen Stiftungen sowie die Evangelische Hochschule für Kirchenmusik.

## Aufgaben
Die Arbeit der haupt- und ehrenamtlichen Mitarbeiter des Kirchenkreises umfasst neben der Seelsorge die Bereiche Diakonie, Jugend, Familie und Migration. Zur Betreuung, Erziehung und Bildung von Kindern unterhält der Kirchenkreis u. a. neun Kindertagesstätten in Halle und drei evangelische Grundschulen in Halle und Oppin. Der Kirchenkreis bietet außerdem durch vier Pfarrer Klinik- und durch drei Pfarrer Gefängnisseelsorge an.
Daneben ist die evangelische Kirche besonders aktiv im sozialen, pflegerischen und medizinischen Bereich, etwa durch die Bahnhofsmission, die Stiftung Marthahaus und das Diakoniewerk Halle, das ein eigenes Krankenhaus und eine Poliklinik unterhält. 
Ein weiterer Schwerpunkt der Gemeindetätigkeit liegt auf der Kirchenmusik. So sind im Kirchenkreis 21 Chöre aktiv.